# Искра (Псковская область)
Искра — деревня в Дновском районе Псковской области России. Административный центр Искровской волости Дновского района.
Расположена на западе района, в 7 км к юго-западу от районного центра, города Дно, на реке Полонка.

## Население
| 2001 | 2002 | 2010 |
| ---- | ---- | ---- |
| 476  | ↘449 | ↘374 |

Численность населения деревни составляла на 2000 год — 476 жителей, на 2010 год — 417 человек (2010 г.).

## История
С 1995 до 2005 года была административным центром Должицкой волости. С 2006 года — центр Искровской волости.